# Jorge Socías
Jorge Luis Alberto Socías Tuset (Santiago, Chile; 26 de octubre de 1951) es un exfutbolista y actual entrenador chileno. Como jugador fue el capitán y referente por muchos años del Club Universidad de Chile, y como técnico azul es recordado por el bicampeonato de Primera División, luego de 25 años sin títulos para "la U".

## Trayectoria

### Como futbolista
Formó parte de Universidad de Chile desde 1971 y debutó en enero de 1972, en un partido contra Rosario Central. Ese mismo año ganó el Superclásico contra Colo-Colo, jugado el 18 de noviembre, con un marcador 3 a 0 anotando todos los goles del partido.
En 1976 obtuvo la clasificación a la Copa Libertadores con la Universidad de Chile, en el partido definitorio de la Liguilla Pre-Libertadores contra Palestino, en donde anotó un gol y terminó jugando en el arco, por la expulsión del portero Hugo Carballo y el agotamiento de los cambios de jugadores disponibles; al obtener dicha clasificación, el "Lulo" celebró subiéndose al arco, cosa inusual para la época.
El 9 de julio de 1977 fue uno de los 77 participantes del acto de Chacarillas, una concentración de jóvenes en demostración de apoyo a la dictadura militar.
A finales de los setenta y principios de los ochenta, se convierte en uno de los jugadores fundamentales y capitán de la Universidad de Chile, consiguiendo la Copa Chile-Polla Gol 1979, ganándole la final a Colo-Colo el subcampeonato del torneo de Primera División 1980 y ganando la Liguilla Pre-Libertadores de ese mismo año, nuevamente en una definición ante su clásico rival, Colo-Colo.
Terminada la temporada 1983, deja Universidad de Chile por indicación de Ambrosio Rodríguez. Luego de defender entre 1984 y 1985 a Unión San Felipe, se retiró del fútbol.

### Como entrenador
Comenzó su carrera como entrenador dirigiendo a Deportes Puerto Montt en 1986. Luego de dirigir en Escuelas de Fútbol, y al Banco Estado en la liga amateur, además de dedicarse al negocio de una imprenta, regresa a Universidad de Chile en 1992, esta vez como ayudante técnico de su excompañero Arturo Salah. Sin embargo, a mediados de 1994 Salah emigra a México para dirigir al Monterrey, ante lo cual es designado como el nuevo entrenador de la U por el presidente René Orozco. En el equipo laico, obtuvo un bicampeonato nacional. Primero fue el campeonato de Primera División de 1994, que logró en el recordado partido contra Cobresal en el Estadio El Cobre, en la altura de El Salvador, y que además fue el torneo en que se hizo conocido un joven Marcelo Salas. Luego vino el campeonato de 1995, el cual también fue un torneo redondo para Socías y Salas.
Tras la llegada de Fabián Fernández, sin el consentimiento de Socías, este fue despedido de la U en el verano de 1996. Ese mismo 1996 toma la dirección técnica de O'Higgins, no pudiendo salvar al cuadro celeste del descenso. Al año siguiente, llega a la misma función a Santiago Wanderers, logrando salvarlo en la última fecha.
Tras pasos por Cobresal, en donde logró el ascenso a la Primera División, Everton, donde se coronó como campeón de Primera B, y Cobreloa, vuelve en marzo de 2007 a calzarse el buzo de Universidad de Chile, hasta el fin del Torneo de Apertura de dicho año. En octubre de 2007, es anunciado como el nuevo entrenador de Unión La Calera de la Primera B.Su última experiencia como entrenador la vivió el año 2012 dirigiendo a Curicó Unido de la Primera B.

## Selección nacional
Fue internacional con la Selección de fútbol de Chile en 16 partidos, anotando 6 goles entre 1973 y 1980, participó en el Mundial de Alemania 1974, contra Alemania Oriental.

### Participaciones en Copas del Mundo
| Mundial                        | Sede     | Resultado    | PJ | Goles |
| ------------------------------ | -------- | ------------ | -- | ----- |
| Copa Mundial de Fútbol de 1974 | Alemania | Primera fase | 1  | 0     |

## Clubes

### Como entrenador
| Club                  | País  | Año       |
| --------------------- | ----- | --------- |
| Deportes Puerto Montt | Chile | 1986      |
| Universidad de Chile  | Chile | 1994-1995 |
| O'Higgins             | Chile | 1996      |
| Santiago Wanderers    | Chile | 1997      |
| Cobresal              | Chile | 2001-2002 |
| Everton               | Chile | 2003-2004 |
| Cobreloa              | Chile | 2005      |
| Universidad de Chile  | Chile | 2007      |
| Unión La Calera       | Chile | 2007-2008 |
| Curicó Unido          | Chile | 2012      |

## Estadísticas
| Club                         | Div.          | Temporada     | Liga  | Liga  | Copas nacionales | Copas nacionales | Torneos internacionales | Torneos internacionales | Total | Total | Media goleadora |
| Club                         | Div.          | Temporada     | Part. | Goles | Part.            | Goles            | Part.                   | Goles                   | Part. | Goles | Media goleadora |
| ---------------------------- | ------------- | ------------- | ----- | ----- | ---------------- | ---------------- | ----------------------- | ----------------------- | ----- | ----- | --------------- |
| Universidad de Chile · Chile | 1.ª           | 1972          | 25    | 10    | —                | —                | 5                       | 1                       | 30    | 11    | 0.37            |
| Universidad de Chile · Chile | 1.ª           | 1973          | 29    | 18    | —                | —                | —                       | —                       | 29    | 18    | 0.62            |
| Universidad de Chile · Chile | 1.ª           | 1974          | 16    | 3     | 7                | 4                | —                       | —                       | 23    | 7     | 0.30            |
| Universidad de Chile · Chile | 1.ª           | 1975          | 29    | 8     | 3                | 1                | —                       | —                       | 32    | 9     | 0.28            |
| Universidad de Chile · Chile | 1.ª           | 1976          | 34    | 8     | —                | —                | —                       | —                       | 34    | 8     | 0.24            |
| Universidad de Chile · Chile | 1.ª           | 1977          | 30    | 8     | 6                | 1                | 6                       | 1                       | 42    | 10    | 0.24            |
| Universidad de Chile · Chile | 1.ª           | 1978          | 29    | 10    | —                | —                | —                       | —                       | 29    | 10    | 0.34            |
| Universidad de Chile · Chile | 1.ª           | 1979          | 36    | 9     | 11               | 2                | —                       | —                       | 47    | 11    | 0.23            |
| Universidad de Chile · Chile | 1.ª           | 1980          | 38    | 4     | 11               | 0                | —                       | —                       | 49    | 4     | 0.08            |
| Universidad de Chile · Chile | 1.ª           | 1981          | 29    | 3     | 6                | 1                | 4                       | 1                       | 39    | 5     | 0.13            |
| Universidad de Chile · Chile | 1.ª           | 1982          | 15    | 3     | 10               | 2                | —                       | —                       | 25    | 5     | 0.20            |
| Universidad de Chile · Chile | 1.ª           | 1983          | 35    | 3     | 7                | 0                | —                       | —                       | 41    | 5     | 0.12            |
| Universidad de Chile · Chile | Total club    | Total club    | 345   | 88    | 61               | 11               | 15                      | 3                       | 421   | 102   | 0.24            |
| Total carrera                | Total carrera | Total carrera | 409   | 94    | 61               | 11               | 15                      | 3                       | 485   | 108   | 0.22            |
| 1. 2. 3.                     |               |               |       |       |                  |                  |                         |                         |       |       |                 |

## Palmarés

### Como jugador
| Título     | Club                 | País  | Año  |
| ---------- | -------------------- | ----- | ---- |
| Copa Chile | Universidad de Chile | Chile | 1979 |

### Como entrenador
| Título           | Club                 | País  | Año  |
| ---------------- | -------------------- | ----- | ---- |
| Primera División | Universidad de Chile | Chile | 1994 |
| Primera División | Universidad de Chile | Chile | 1995 |
| Primera B        | Everton              | Chile | 2003 |

### Distinciones individuales
| Distinción                                                                              | Año  |
| --------------------------------------------------------------------------------------- | ---- |
| Incluido dentro de las 50 mejores figuras históricas de Universidad de Chile por AS.com | 2016 |
| Top 6° Máximo goleador en la historia de Universidad de Chile por Goal.com              | 2017 |